# GCK Lions
Die GCK Lions sind ein Schweizer Eishockeyclub aus Küsnacht, der seit 2000 in der Swiss League antritt und als Farmteam der ZSC Lions fungiert. Der Klubname GCK wird von Grasshopper Club Zürich (GCZ) und SC Küsnacht (SCK) abgeleitet, deren Eishockeyabteilungen sich 2000 in einer Fusion zusammenschlossen. Die GCK Lions tragen ihre Spiele in der Kunsteisbahn Küsnacht (KEK) aus. Diese wurde im Jahr 2022 großflächig saniert.

## Geschichte
1932 entstand zusammen mit der Dolder-Kunsteisbahn in Zürich das Eishockeyteam der Grasshoppers, welches 1934 als fünfte Sektion in den Grasshopper Club Zürich aufgenommen wurde.
Der GCZ gehörte von der Gründung der Liga 1937 bis 1945, 1946 bis 1957 sowie 1963 bis 1968 jeweils der Nationalliga A an. Dazwischen trat man jeweils in der Nationalliga B an. In der Saison 1965/66 wurden die Grasshoppers Schweizer Meister und Schweizer Cupsieger, zugleich die grössten Erfolge der Sektionsgeschichte.
1968 stiegen sie wiederum in die NLB ab. 1971 wurden sie sportlich in die 1. Liga relegiert. Nach einem Intermezzo 1982/1983 in der NLB stiegen sie 1984 für vier Jahre gar in die 2. Liga ab. Ab 1993 hatte sich der Grasshopper Club wieder in der NLB etabliert.
Die GC Eishockey-Sektion war Initiantin des Zusammenschlusses mit dem Zürcher SC und tragendes Mitglied in der sportlich äusserst erfolgreichen ZLE-Pyramide, der Betriebsgesellschaft von ZSC Lions und GCK Lions.
In der Saison 2015/16 mussten sich die GCK Lions wie schon in der Saison 2014/15 mit dem neunten Rang zufriedengeben, die Playoffs wurden um einen Rang verpasst. Auch 2016/17 wurden die Viertelfinals verpasst, diesmal deutlich: Die Lions landeten auf dem 12. und somit letzten Rang der Qualifikation. 2017/18 wurde die Saison auf Rang 9 beendet.
In der Saison 2019/20 schloss der GCK die Qualifikation auf dem 8. Rang ab und kam in das Playoff-Viertelfinal, in dem das Team dem EHC Kloten mit 1:4 unterlag.